# Enoplognatha carinata
Enoplognatha carinata är en spindelart som beskrevs av Robert Bosmans och Van Keer 1999. Enoplognatha carinata ingår i släktet Enoplognatha och familjen klotspindlar. Inga underarter finns listade i Catalogue of Life.